# 85-мм дивизионная пушка Д-44
85-мм дивизио́нная пу́шка Д-44 — советское артиллерийское орудие.
Разработана в КБ завода № 9 («Уралмаш») под руководством главного конструктора Ф. Ф. Петрова, во второй половине 1944 года после ряда доработок прошла гос. испытания.
Была принята на вооружение в 1946 году. С 1946 по 1954 год на заводе № 9 («Уралмаш») было изготовлено 10 918 орудий.

## Тактико-технические характеристики
- Расчёт, чел 6 (7*)
- Масса в боевом положении, кг 1725 (2250*)
- Длина ствола, клб 55,1
- Длина в походном положении, мм 8340 (8400*)
- Ширина в походном положении, мм 1680 (1770*)
- Угол возвышения/склонения, град +35/-7
- Угол горизонтальной наводки, град 54
- Начальная скорость ОФС, м/с 793
- Масса ОФС снаряда, кг 9,54
- Максимальная дальность стрельбы ОФС, м 15820
- Скорострельность, выстр./мин до 15

* - СД-44

## На вооружении
- Азербайджан — 100 Д-44, по состоянию на 2017 год[2]
- Гвинея — 6 Д-44, по состоянию на 2024 год[3]
- Гвинея-Бисау — 8 Д-44, по состоянию на 2024 год[3]
- Грузия — около 40 Т-12 и Д-44, по состоянию на 2024 год[3]
- ДР Конго — 10 Type-56 (китайская копия Д-44), по состоянию на 2024 год[3]
- Куба — некоторое количество, по состоянию на 2024 год[3]
- Мозамбик — 12 Type-56 (китайская копия Д-44), по состоянию на 2024 год[3]
- Монголия — 150 Д-44 и Д-48, по состоянию на 2024 год[3][4]
- Пакистан — 200 Type-56 (китайская копия Д-44), по состоянию на 2024 год[3]
- Судан — некоторое количество, по состоянию на 2024 год[3]
- Танзания — 75 Type-56 (китайская копия Д-44), по состоянию на 2024 год[3]
- Украина — в 2011 году, находились на хранении[5], в 2015 году вновь начали поступать в армейские части[6], применялись в ходе войны на востоке Украины подразделениями Национальной гвардии Украины.
- Шри-Ланка — 8 Type-56 (китайская копия Д-44), по состоянию на 2024 год[3]
- Эритрея — некоторое количество, по состоянию на 2024 год[3]
- Эфиопия — некоторое количество, по состоянию на 2024 год[3]

#### Непризнанные государства
- Абхазия — некоторое количество, по состоянию на 2019 год.[7]
- ПМР — некоторое количество, по состоянию на 2022 год.[8]

### Бывшие операторы
- Алжир — 80 Д-44, по состоянию на 2016 год[9]
- Армения — 35 Д-44, по состоянию на 2016 год[10]
- Болгария — 150 Д-44 на хранении, по состоянию на 2024 год[3]
- Йемен — некоторое количество, по состоянию на 2012 год[11]
- Мали — 6 Д-44, по состоянию на 2012 год[12]
- Россия — по состоянию на 2024 год проданы, либо утилизированы[3]. Возможно некоторое количество экземпляров на хранении.

## Фотографии

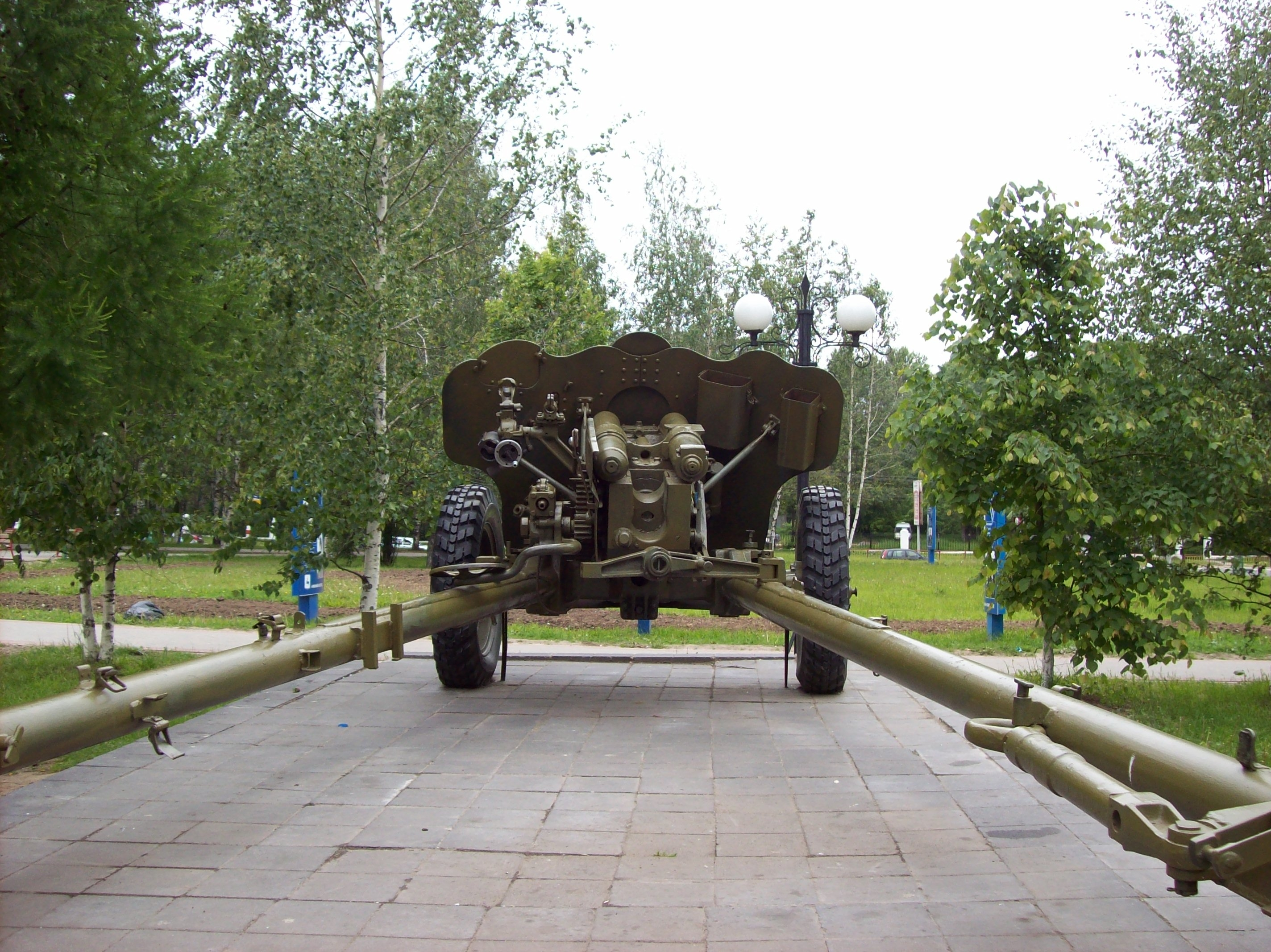
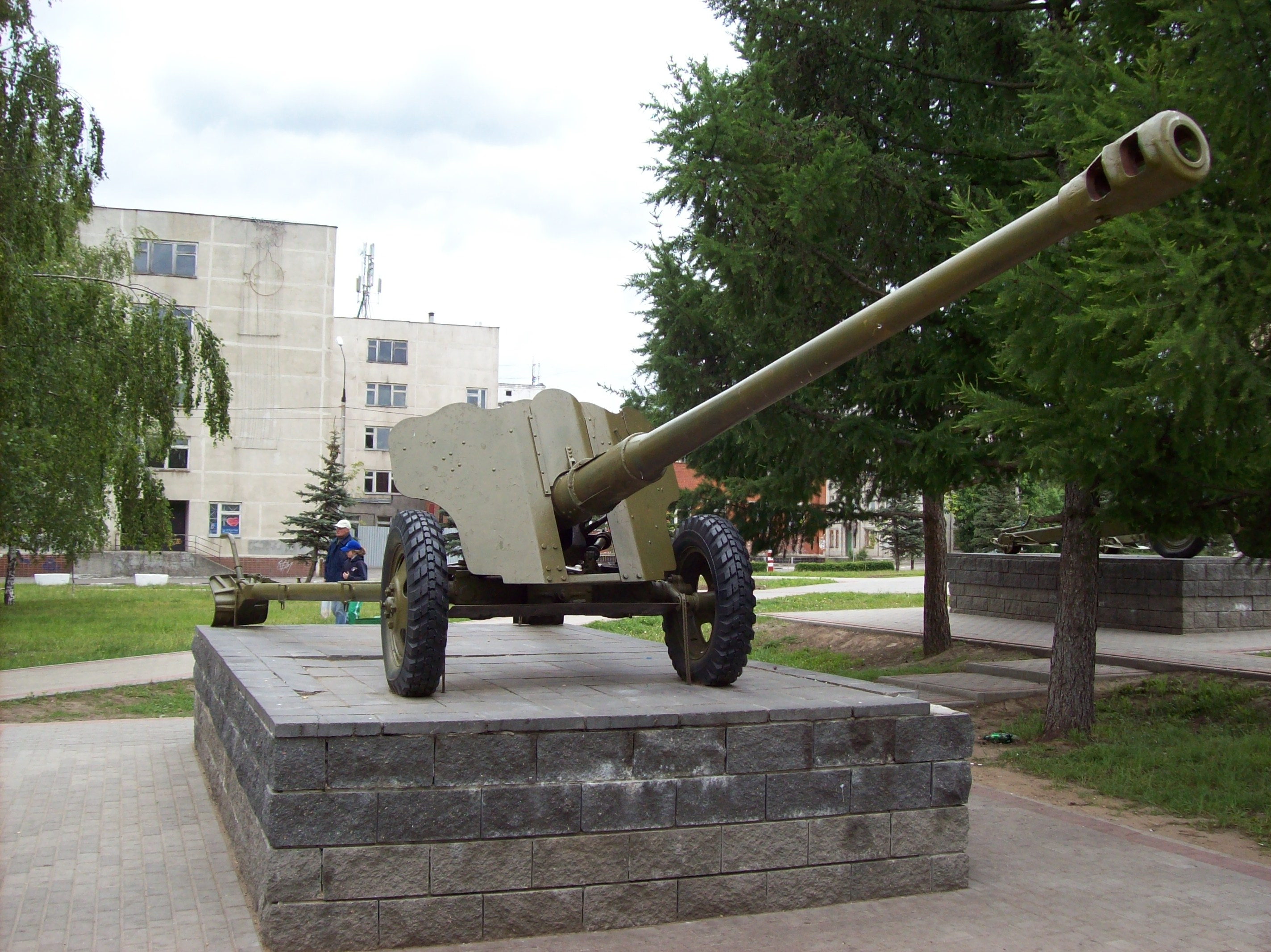

## Где можно увидеть
| Страна   | Местонахождение                                                                                  | Изображение |
| -------- | ------------------------------------------------------------------------------------------------ | ----------- |
| Россия   | г. Благовещенск Амурская область На площади Победы                                               |             |
| Россия   | г. Краснослободск Республика Мордовия у памятника войнам погибшим в Великой Отечественной войне. |             |
| Россия   | г. Новый Уренгой на площади Памяти.                                                              |             |
| Россия   | г. Челябинск, Сад Победы.                                                                        |             |
| Россия   | г. Рыбное Рязанская область Мемориальный военно-исторический комплекс Рубеж, трасса М5           |             |
| Беларусь | Курган Славы, Минск                                                                              |             |